# Стачка на миньорите в Обединеното кралство (1984–85)
Стачката на миньорите от 1984 – 1985 г. е голяма индустриална акция в рамките на британската въгледобивна индустрия в опит да се предотврати затварянето на въгледобива. Стачката е водена от Артър Скаргил от Националния съюз на миньорите (на английски: National Union of Mineworkers, NUM) срещу Националния борд по въглищата (на английски: National Coal Board, NCB), правителствена агенция. Противниците на стачката са начело с консервативното правителство на премиера Маргарет Тачър, което иска да намали властта на профсъюзите.
В NUM няма консенсус относно стачката, която започва в Йоркшър, но много миньори, особено в Мидлендс, продължават да работят. Големите профсъюзи, подкрепили NUM, не са много, главно поради липсата на гласуване на национално ниво. Стачката продължава една година и се характеризира със сблъсъци и насилие между работническите пикети и полицията и завършва с решителна победа за консервативното правителство и затваряне на повечето британски въгледобивни предприятия. Много наблюдатели смятат стачката за „най-острия индустриален спор в британската история“.   Броят на човекодните, загубени поради стачката, е над 26 милиона, което я прави най-голямата след общата стачка през 1926 г.  Журналистът Сиймъс Милн казва за стачката: „тя няма реален паралел никъде по света по обхват, продължителност и въздействие“.
В началото на 80-те години на XX век NCB се ориентира към намаляване на субсидиите.  През февруари 1981 г., стачката е избегната на косъм, но затварянето на мини и замразяването на заплатите водят до избухване на неофициални стачки. Основната стачка започва на 6 март 1984 г. в мината Кортънуд (Cortonwood Colliery), и е последвана от решение на NUM за стачка в целия Йоркшърски район на основание на резултата от гласуване от 1981 г. По-късно решението е в оспорено в съда. На 12 март 1984 г. президентът на NUM Артър Скаргил обявява официално стачка в цяла Великобритания (въпреки липсата на актуално национално гласуване). Това предизвиква големи противоречия. Стратегията на NUM е да предизвика сериозен енергиен недостиг по подобие на този по време на стачката през 1972 г., която завършва с победа на стачкуващите. Стратегията на правителството на Маргарет Тачър съдържа три цели: да се наберат достатъчно запаси от въглища, да се задържат възможно най-много миньори на работа и да се използва полицията за пресичане на атаките от пикети срещу работещи миньори. Критичният елемент се оказва пропускът на NUM да проведе национално гласуване за стачка. :с. 71 – 95
През септември 1984 г. съдът обявява стачката за незаконна, тъй като не е проведено национално гласуване на членовете на NUM.  Стачката приключва на 3 март 1985 г. Събитието е определящ етап в британските индустриални отношения, тъй като поражението на NUM значително отслабва синдикалното движение. Това е и голяма победа за Тачър и Консервативната партия, като правителството успява да консолидира своята икономическа програма. В резултат броят на стачките спада рязко през 1985 г. и силата на профсъюзите движение като цяло намалява.
Силно редуцираната въглищна промишленост е приватизирана окончателно през декември 1994 г., като се превръща в UK Coal. През 1983 г. Великобритания има 175 работещи мини, а до края на 2015 г. всички са затворени  Бившите въгледобивни райони западат и през 1994 г. Граймторп в Южен Йоркшър е обявено за най-бедното селище в страната. :ix